# Araldo Caprili
Araldo Caprili (né le 10 septembre 1920 à Viareggio en Toscane et mort le 9 janvier 1982 dans la même ville) est un joueur italien de football, qui évoluait au poste de défenseur.
Caprili a joué durant sa carrière avec les clubs italiens de Pontedera, de Viareggio, de la Juventus (pour qui il joue son premier match le 14 septembre 1947 au cours d'une victoire 3-1 contre Alexandrie), de Lucchese, de Spezia et enfin de l'Arsenale Spezia.